# بنجا علي
بنجا علي (بالكردية:پەنجا عه‌لی) منطقة سكنية شرق مدينة كركوك وسط شمال جمهورية العراق، ذكرت وزارة التجارة وبلدية كركوك أن مساحة بنجة علي 14.831 كيلومتراً مربعاً، وعدد سكانها 55345 ساكناً وعدد عوائلها 9501 حتى سنة 2018، أكثر سكانها من الكُرد العائدين إلى كركوك بعد أن نزحوا منها في عهد حكومة صدام حسين وحين عاد النازحون استوطنوا حي بنجا علي سنة 2003، وهو حي ليس فيه عدد مدارس كافية. وفي منطقة بنجة علي أُنجزَ بناء مجمع شقق سكنية سنة 2009، فيه 600 شقة، وهو من بضعة مجمعات سكنية أنشأتها الحكومة العراقية بعد الاحتلال الأمريكي سنة 2003.